# Johanneskirche (Taufkirchen)

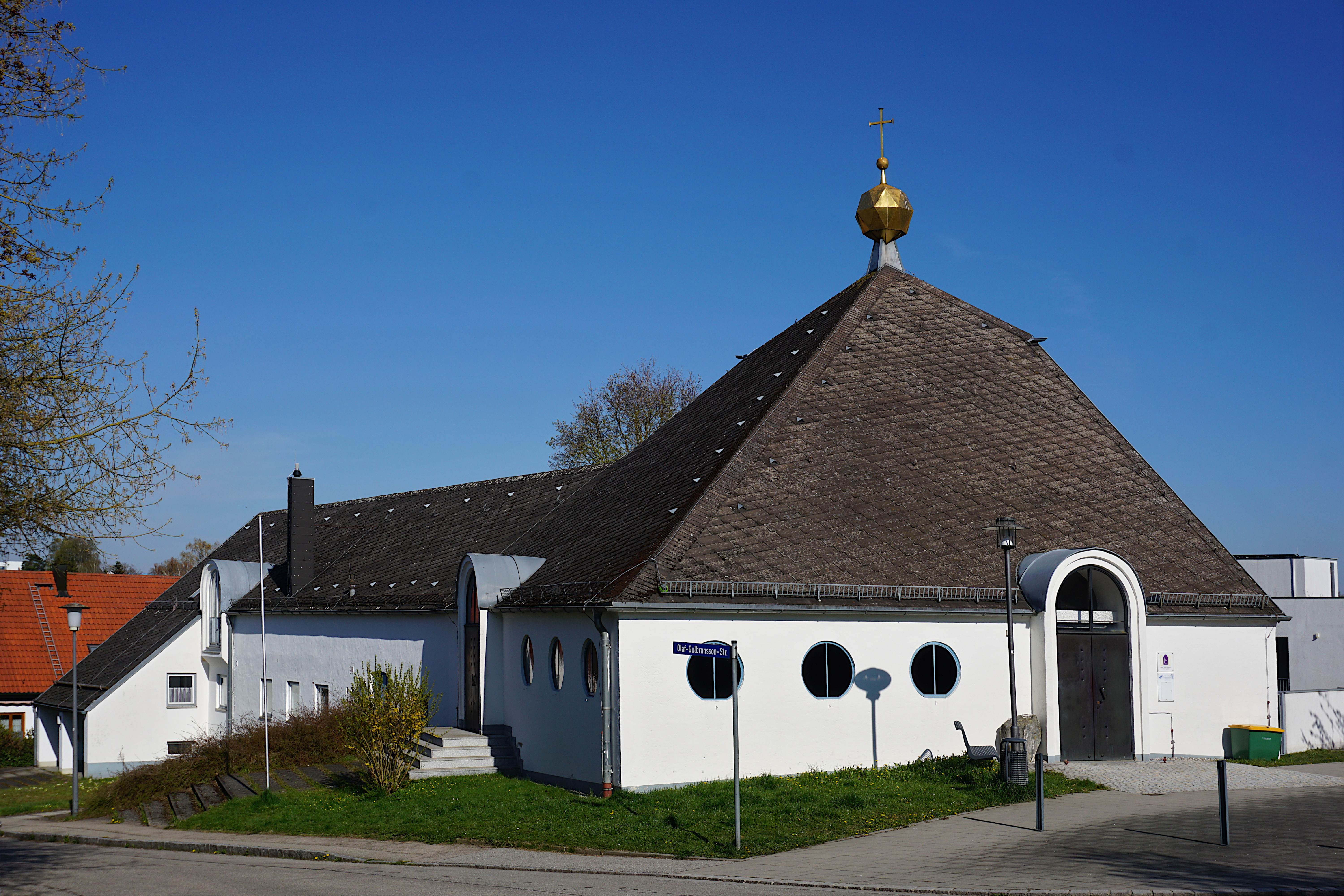
Johanneskirche

Die Johanneskirche in Taufkirchen (Vils) ist eine evangelisch-lutherische Kirche. Sie wurde vom Architekten Olaf Andreas Gulbransson geplant und 1956 eingeweiht. Die Kirche steht seit 2007 unter Denkmalschutz.

## Architektur
Die Kirche wurde in den Jahren 1955/1956 erbaut und ist die dritte von Gulbranssons Kirchenbauten in Bayern.
Die Kirche hat einen quadratischen Grundriss von 12 × 12 Metern mit einem unsymmetrischen Zeltdach, dessen höchster Punkt über dem Altar liegt. Der Altar liegt in der Ecke gegenüber der beiden Eingangsseiten. Das Zelt sollte an die Vertriebenen des Zweiten Weltkriegs erinnern, die in Taufkirchen eine neue Heimat fanden und den Hauptanteil der evangelischen Kirchengemeinde stellten.
Das Dach ist mit einer goldenen Turmkugel bekrönt.
Auf einen Glockenturm wurde aus Kostengründen in der Nachkriegszeit verzichtet. Die Glocken hängen daher an einem außen liegendem gemauerten Glockenträger. Die Glocken wurden vom Unternehmer Carl Hierl finanziert.

## Ausstattung
Der Altar steht unter dem höchsten Punkt des Zeltdachs. Die Deckenfresken wurde von Hubert Distler gestaltet und zeigen unter anderem die Taufe Jesu durch Johannes den Täufer, nach dem die Kirche benannt ist.